# Proameira psammophila
Proameira psammophila är en kräftdjursart som beskrevs av Wells 1963. Proameira psammophila ingår i släktet Proameira och familjen Ameiridae. Inga underarter finns listade i Catalogue of Life.